# ムギワラギク属
ムギワラギク属 (Xerochrysum) は、キク科の1属である。1805年以来2世紀近くの間ムギワラギクがヘリクリサム属（Helichrysum）に置かれていたことからヘリクリサム属がムギワラギク属の和名で呼ばれることもあったが、20世紀末から21世紀初頭にかけての分類見直しの結果ムギワラギクはXerochrysum属の種ということになり（ここまでの話の詳細はムギワラギク#分類を参照）、ムギワラギク属の和名もXerochrysum属を指して用いられるようになった。

## 種
分類情報および分布情報は POWO (2023) による。13種が知られ、分布域はオーストラリアとニューギニアに限られている。
- Xerochrysum alpinum Paul G.Wilson - 2017年に新種記載されたタスマニア州産の種。
- Xerochrysum bicolor (Lindl.) R.J.Bayer（シノニム: Helichrysum bicolor Lindl.）- 2001年にこの属に組み替えられたタスマニア州産の種。
- Xerochrysum boreale Paul G.Wilson - 2017年に新種記載されたオーストラリア北部産の種。
- ムギワラギク Xerochrysum bracteatum (Vent.) Tzvelev（シノニム: Helichrysum bracteatum (Vent.) Andrews）- 原産地はニューサウスウェールズ州東中央部および南東部からヴィクトリア州東部にかけて。本属のタイプ種[2]。
- Xerochrysum collierianum A.M.Buchanan - 2004年に新種記載されたタスマニア州産の種。
- Xerochrysum halmaturorum Paul G.Wilson - 2017年に新種記載された南オーストラリア州産の種。
- Xerochrysum interiore Paul G.Wilson - 2017年に新種記載されたオーストラリア西部および中央部産の種。
- Xerochrysum macranthum (Benth.) Paul G.Wilson（シノニム: Helichrysum macranthum Benth.）- 2015年にこの属に組み替えられた西オーストラリア州西部および南西部産の種。
- Xerochrysum milliganii (Hook.f.) Paul G.Wilson（シノニム: Helichrysum milliganii Hook.f.）- 2015年にこの属に組み替えられたタスマニア州産の種。
- Xerochrysum palustre (Flann) R.J.Bayer（シノニム: Bracteantha palustris Flann）- 1998年に新種記載されたヴィクトリア州およびタスマニア州産の種。
- Xerochrysum papillosum (Labill.) R.J.Bayer（シノニム: Helichrysum papillosum Labill.）- 2001年にこの属に組み替えられたタスマニア州産の種。
- Xerochrysum subundulatum (Sch.Bip.) R.J.Bayer（シノニム: Bracteantha subundulata (Sch.Bip.) Paul G.Wilson、Gnaphalium subundulatum Sch.Bip.）- 2001年にこの属に組み替えられたオーストラリア東部および南東部産の種。
- Xerochrysum viscosum (DC.) R.J.Bayer（シノニム: Helichrysum bracteatum var. viscosum DC.）- 2001年にこの属に組み替えられた、クイーンズランド州からヴィクトリア州にかけてが原産の種。

## 関連文献
ロシア語
- Tzvelev, N. N. (1990). “Заметки о некоторых сложноцветных (Asteraceae) европейской части СССР [Notae de Asteraceis nonnullis partis Europaeae URSS = ソヴィエト連邦ヨーロッパ部分のいくつかのキク科植物に関する雑記”]. Новости систематики высших растений 27:  145–152.

英語
- Anderberg, A. A. (1991). “Taxonomy and phylogeny of the tribe Gnaphalieae (Asteraceae)”. Opera Botanica 104:  1–195.